# December 17, 1903 Sculpture
La December 17, 1903 Sculpture est une sculpture publique à Kill Devil Hills, dans le comté de Dare, en Caroline du Nord. Protégé au sein du Wright Brothers National Memorial, où il a été installé en 2003, cet ensemble de statues en bronze et acier a été réalisé par le sculpteur américain Stephen H. Smith. Il représente l'instant du premier vol d'Orville et Wilbur Wright à proximité de là le 17 décembre 1903. 